# Mock-объект
Mock-объект (от англ. mock object, дословно — «объект-пародия», «объект-имитация», а также «подставка») — в объектно-ориентированном программировании — тип объектов, реализующих заданные аспекты моделируемого программного окружения.
Mock-объект представляет собой конкретную фиктивную реализацию интерфейса, предназначенную исключительно для тестирования взаимодействия и относительно которого высказывается утверждение.
В процедурном программировании аналогичная конструкция называется «dummy» (с англ. — «заглушка»). Функция, выдающая константу, или случайную величину из допустимого диапазона значений.
Mock-объекты активно используются в разработке через тестирование.